# Saint-Sulpice-les-Feuilles
Saint-Sulpice-les-Feuilles ist eine französische Gemeinde mit 1.196 Einwohnern (Stand 1. Januar 2022) im Département Haute-Vienne in der Region Nouvelle-Aquitaine. Sie gehört zum Arrondissement Bellac und zum Kanton Châteauponsac. 

## Geographie
Die Gemeinde Saint-Sulpice-les-Feuilles liegt an der Grenze zum Département Creuse, 38 Kilometer nordöstlich von Bellac. Das Gemeindegebiet wird vom Fluss Benaize durchquert, im Norden verläuft sein Zufluss Chaume. Saint-Sulpice-les-Feuilles grenzt im Norden an Les Grands-Chézeaux, im Nordosten an Azerables, im Osten an Vareilles, im Süden an Arnac-la-Poste, im Westen an Mailhac-sur-Benaize und im Nordwesten an Saint-Georges-les-Landes.
Durch die Gemeinde führen die ehemalige Route nationale 712 und die Autoroute A20.

## Bevölkerungsentwicklung
| Jahr                       | 1962 | 1968 | 1975 | 1982 | 1990 | 1999 | 2008 | 2013 | 2020 |
| Einwohner                  | 1465 | 1399 | 1410 | 1434 | 1422 | 1272 | 1231 | 1238 | 1206 |
| Quellen: Cassini und INSEE |      |      |      |      |      |      |      |      |      |

## Sehenswürdigkeiten
- Kirche Saint-Sulpice
- Dolmen des Bras, in privatem Besitz, seit 1940 Monument historique.
- alte Kastanie

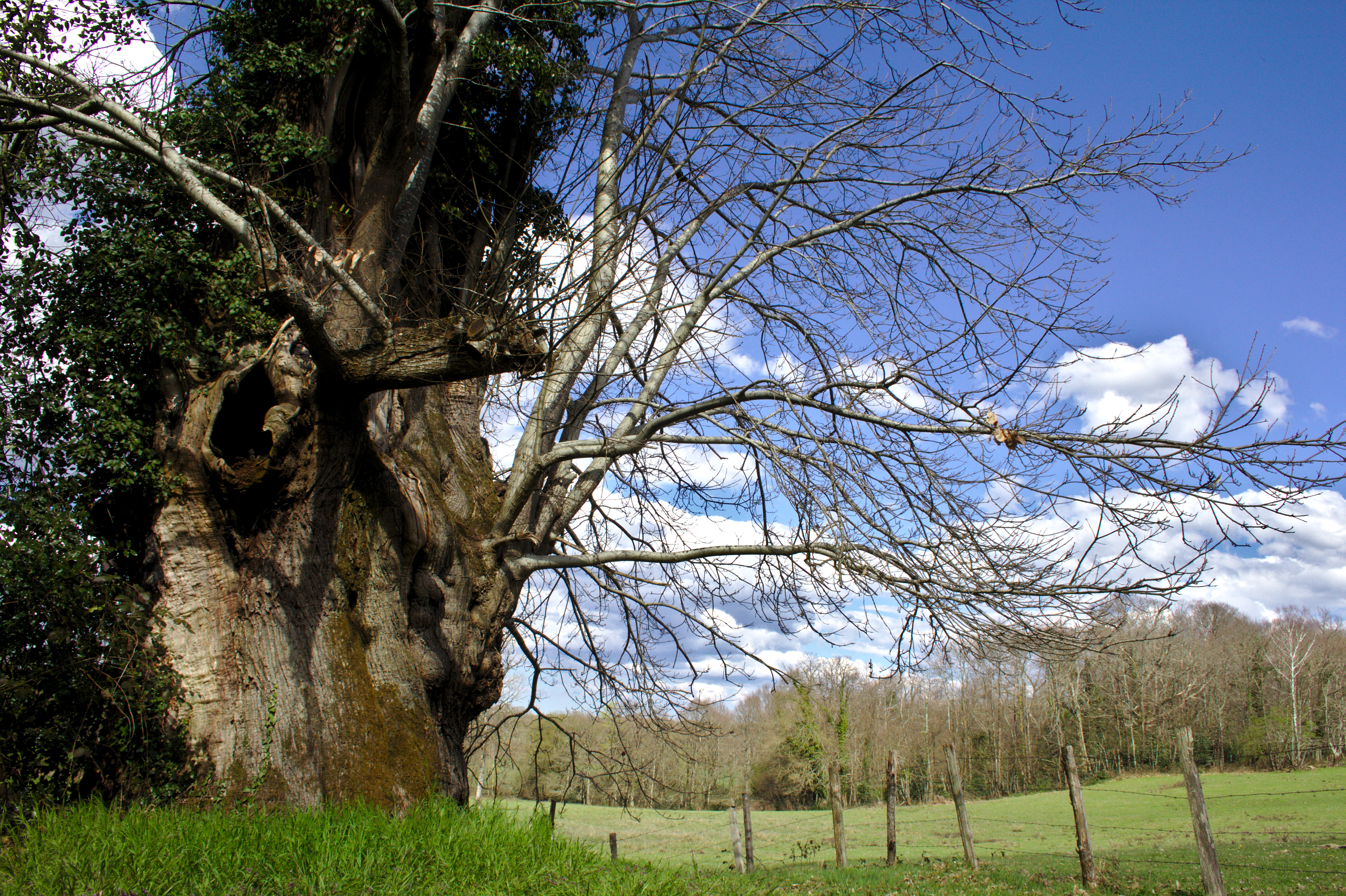
Kastanie „Petit Jean“